# Nanni De Angelis
Nazareno Andrea De Angelis detto Nanni (Campotosto, 31 luglio 1958 – Roma, 5 ottobre 1980) è stato un attivista e politico italiano, e uno dei leader di Terza Posizione.

## Biografia
Nanni De Angelis nacque a Campotosto (AQ), in Abruzzo, terra d'origine della famiglia. Fin da bambino frequentò a Roma gli scout e la scuola dalle suore, dove cominciò a maturare l'interesse per la politica. Nel 1972, quattordicenne, propose all'assessore dei Beni culturali di Roma, Raniero Benedetto, la creazione di un corpo volontario di ragazzi (gli scout di cui faceva parte) che sostituisse, nel periodo estivo, i custodi dei musei in vacanza, proposta non realizzata per ragioni sindacali.
Suo fratello Marcello De Angelis, ex-militante di Terza Posizione è stato senatore di Alleanza Nazionale e poi del Popolo della Libertà. Giornalista, è stato direttore del Secolo d'Italia.

### Lotta studentesca
Nel 1976, insieme a Gabriele Adinolfi, Roberto Fiore e Walter Spedicato fondò Lotta Studentesca, gruppo composto da giovani studenti che tentò di estraniarsi da ogni precedente esperienza neofascista o di estrema destra. La dizione "Lotta Studentesca" durò poco cedendo sempre più il passo alla nuova sigla di "Terza Posizione".
Nel 1977 cambiò scuola, trasferendosi all'Azzarita dove strinse amicizia con Eugenio Pomarici, responsabile romano della gioventù repubblicana. De Angelis, pur non condividendone le idee, lo aiutò nelle affissioni di manifesti che precedentemente gli era impedita dai giovani studenti sia di destra, che di sinistra.
In questo periodo consolidò anche l'amicizia con Massimiliano Taddeini e Luigi Ciavardini. Su questo trio si reggeva sia la squadra di football americano dei Tori Torino (squadra però romana), che il gruppo di Lotta Studentesca del quartiere Trieste-Parioli.
Nell'autunno del 1978, mentre con un amico stava percorrendo a piedi corso Trieste nel quartiere Trieste-Africano di Roma, poco prima di piazza Annibaliano, all'incrocio con via Spalato, De Angelis viene aggredito alle spalle da un gruppo di militanti comunisti che sferrano alcune coltellate. De Angelis viene raggiunto da una coltellata alla schiena che gli perfora un polmone, e l'amico da una coltellata alla base della nuca. Gli aggressori si dileguano velocemente e, nella fretta, smarriscono sul luogo dell'aggressione una borsa di cuoio del tipo "Tolfa". Le indagini del locale commissariato di polizia che esaminano la borsa smarrita dagli aggressori e i documenti in essa contenuti accertano che fra gli aggressori vi è il militante di sinistra Valerio Verbano.

### In Terza posizione
Nel 1979, "Lotta Studentesca" fu ufficialmente sciolta dai propri militanti che diedero vita alla nuova organizzazione "Terza Posizione". Strutturata in cellule di base di 3-4 militanti e ripartita in zone di competenza. De Angelis divenne "responsabile militare" del quartiere Africano-Trieste. dove si pose alla guida di una squadra, che dagli avversari fu denominata "I Brutti". La squadra di De Angelis prese parte a scontri con i militanti dell'estrema sinistra e talvolta tra le due opposte fazioni compariranno anche armi da taglio e martelli.
Il 22 febbraio 1980 fu ucciso a Roma l'autonomo Valerio Verbano, annoverato tra i sospettati che si credeva fossero presenti in Corso Trieste il giorno in cui De Angelis era stato accoltellato. Pochi giorni dopo De Angelis fu chiamato al telefono dal padre di Verbano che, convinto che la morte del figlio fosse da imputarsi ad una vendetta, volle parlare con De Angelis. De Angelis decise quindi di recarsi a casa Verbano dove incontrò il padre che era sceso ad aspettarlo presso il portone insieme a diversi amici del figlio. Il padre di Verbano e De Angelis salirono nell'appartamento e parlarono per circa un'ora chiarendosi l'un l'altro, poi nuovamente discesi il signor Verbano lo accompagnò attraverso la folla degli amici di Valerio ed attese finché non fu certo che De Angelis fosse al sicuro a bordo di un taxi precedentemente chiamato.
Nello stesso anno partecipa al primo campionato italiano di football americano, organizzato dalla Lega Italian Football fondata da Marcello Loprencipe e Bruno Beneck, come capitano della squadra dei Tori Torino (squadra in realtà di Roma).
Già disegnatore di numerosi murales a sfondo politico, si dà in questo periodo anche alla stesura di tavole a china realizzandone tre, intenzionato a venderle ad una mostra ambientalista a Villa Ada. Riporta però le sue opere a casa, in modo da donarle ai propri genitori.
Il 28 maggio il poliziotto Francesco Evangelista detto "Serpico" è ucciso da un gruppo di fuoco dei Nuclei Armati Rivoluzionari dei quali fa parte anche Luigi Ciavardini, nel frattempo uscito da Terza Posizione. Ciavardini, rimasto ferito ad uno zigomo, comincia la latitanza che lo porterà in giro per l'Italia finché sempre più braccato ritornò a Roma.

### La latitanza e l'arresto
In seguito alla strage di Bologna, il 23 settembre 1980 vengono spiccati dei mandati di arresto che riguardano molti esponenti di Terza Posizione tra cui Nanni De Angelis e il fratello Marcello. Circa 500 agenti vengono impiegati per arrestare i ricercati e nella perquisizione a carico di molti appartenenti all'organizzazione.
De Angelis divenne latitante e riuscì a sfuggire ai primi arresti. Rientrato in contatto con Luigi Ciavardini, anch'egli latitante poiché individuato come l'uccisore di Evangelista, il 3 ottobre 1980 si recarono insieme ad un appuntamento con Carlo Sette al fine di ottenere documenti falsi e sostegno economico. Ma in piazza Barberini furono arrestati dalla polizia che, già informata dell'appuntamento, li attendeva. Nel corso dell'arresto De Angelis fu colpito alla testa dai poliziotti secondo altre fonti in realtà fu massacrato di botte. Il senatore del Movimento Sociale Italiano Michele Marchio in un'interrogazione al Senato rivolta al sottosegretario Angelo Sanza riferisce che De Angelis, all'interno della questura sarebbe stato fatto sfilare in mezzo a due ali di poliziotti, i quali, avendolo confuso con lo stesso Ciavardini lì presente, lo avrebbero più volte colpito. Anche la versione di Luigi Ciavardini fu uguale, in più raccontò di aver visto i poliziotti aggredire De Angelis al grido di "Ecco Ciavardini, quel bastardo".

### La morte
Il 5 ottobre 1980, in mattinata, fu ricoverato in ospedale dove i medici prepararono un referto medico che, pur non evidenziando fratture o lesioni, prevedeva comunque sette giorni di prognosi, ma nella stessa mattinata fu dimesso e riportato nel carcere di Rebibbia con un'ambulanza, e il giorno stesso fu ritrovato impiccato nella propria cella. La versione della polizia che fu immediatamente pubblicata sui giornali parlò di suicidio. Seguì un'inchiesta alla quale fu posto agli atti il referto dell'autopsia ordinata dal magistrato. In questo referto, firmato dal professor Silvio Merli, diversamente da ciò che era stato dichiarato dai medici del carcere si evidenziano numerose ecchimosi su tutto il corpo di De Angelis, in particolare sul capo. I familiari di De Angelis non accettarono mai l'ipotesi del suicidio del figlio.
Il 30 settembre 1981 i NAR uccidono con tre colpi di pistola Marco Pizzari sospettato di aver "tradito" Ciavardini e De Angelis comunicando alla polizia il luogo in cui avevano appuntamento con Sette. In realtà Pizzari non aveva "tradito" i due amici ma il suo telefono era stato intercettato dalla polizia.

### Le indagini sulla strage di Bologna
Ancora sei anni dopo la sua morte, nel 1986, fu coinvolto nelle indagini sulla strage di Bologna e accusato da Angelo Izzo e da Raffaella Furiozzi di esserne stato l'esecutore materiale assieme a Massimiliano Taddeini. 
Venne però accertato che il 2 agosto 1980 De Angelis e Taddeini si trovavano a Castel Giorgio, in provincia di Terni, a disputare la finale del campionato italiano di football americano, davanti ad un pubblico di centinaia di persone e inquadrati dalle televisioni locali.

## Il trafugamento della salma
Il 7 ottobre 1987 la salma di De Angelis fu prelevata da ignoti dal cimitero di Poggio Cancelli e cremata. Le ceneri furono rese alla famiglia accompagnate da un biglietto scritto con la macchina da scrivere:
(Testo della lettera recapitata alla madre insieme alle ceneri del figlio, Neri, la storia mai raccontata della destra radicale, eversiva e terrorista, Edizioni tascabili Newton, Roma 2011, pag. 517)